# Мијелопролиферативне неоплазме
Мијелопролиферативне неоплазме (МПН) су група ретких карцинома крви код којих се вишак црвених крвних зрнаца, белих крвних зрнаца или тромбоцита производи у коштаној сржи. Прекомерна производња крвних зрнаца је често повезана са соматском мутацијом, на пример у генским маркерима ЈАК2, ЦАЛР, ТЕТ2 и МПЛ.
У ретким случајевима, неке МПН, као што је примарна мијелофиброза, могу убрзати и прерасти у акутну мијелоидну леукемију.

## Терминологија
У називу  болести мијелопролиферативна неоплазма, израз: мијело - односи се на коштану срж, пролиферативно - описује брзи раст крвних ћелија а неоплазма  - описује раст коштане сржи као абнормалан и неконтролисан.

## Класификација
Већина институција и организација класифицира МПН као карцином крви. Код МПН, неоплазма (абнормални раст) почиње као бенигна и касније може постати малигна.
Од 2016. године, Светска здравствена организација наводи следеће поткатегорије МПН-ова:
- Хронична мијелоична леукемија (ХМЛ)
- Хронична неутрофилна леукемија (ЦНЛ)
- Полицитемија вера (ПВ)
- Примарна мијелофиброза (ПМФ)
  - Префиброзни стадијум примарне мијелофиброзе (ПМФ)
  - Отворени фиброзни стадијум примарне мијелофиброзе (ПМФ)
- Есенцијална тромбоцитемија (ЕТ)
- Хронична еозинофилна леукемија (није другачије назначено)
- Некласификован МПН (МПН-Н)

## Епидемиологија
Иако се сматрају ретким болестима, стопе инциденције МПН се повећавају, и у неким случајевима се утростручују. Претпоставља се да повећање може бити повезано са побољшаним дијагностичким способностима на основу идентификације ЈАК2 и других генских маркера, као и са континуираним усавршавањем смерница СЗО.
Постоји широка варијација у пријављеним инциденцијама и преваленцијама МПН широм света, са наводима у неким публикацијама да се код МПН сумња на есенцијалну тромбоцитемију и примарну мијелофиброзу.
Јединствено за младе оболеле од МПН је дужи животни век у односу на старију популацију. Међутим  истовремено дуго трајање болести пружа могућност за компликације везане за болест и њено лечење. Постоје и додатна питања која су јединствена за ову старосну групу, а односе се на психосоцијалне потребе, плодност и трудноћу, као и на јединствену биологију МПН. Већина доступних података, као и актуелни конвенционални прогностички модели, добијени су анализом старијих популација, па се поставља питање колико тачно одражавају јединствене фенотипске обрасце или прогностичке маркере код млађе старосне групе.

## Етиологија
МПН настају када прекурсорске ћелије (бласт ћелије) мијелоидне лозе у коштаној сржи развију соматске мутације које узрокују њихов абнормалан раст. Постоји слична категорија болести за лимфоидну лозу, лимфопролиферативне поремећаје, акутну лимфобластну леукемију, лимфоме, хроничну лимфоцитну леукемију и мултипли мијелом. Верује се да генетика игра централну улогу у развоју МПН-а, посебно у развоју тромбоемболијских компликација и компликација крварења.

## Дијагноза
Како пацијенти са МПН можда неће имати симптоме да би се њихова болест открила једини начин су крвни тестови.  У зависности од природе мијелопролиферативне неоплазме, дијагностички тестови могу укључивати:
- одређивање масе црвених крвних зрнаца (за полицитемију),
- узимање аспирата коштане сржи за биопсију,
- одређивање засићење артеријске крви кисеоником,
- одређивање ниво карбоксихемоглобина,
- одређивање ниво алкалне фосфатазе неутрофила,
- одређивање нивоа директне концентрације витамина Б12 у серуму (или Б12 серума).

Према дијагностичким критеријумима СЗО објављеним 2016. године, мијелопролиферативне неоплазме се дијагностикују на следећи начин:
| Врста МПН                                           | Критеријуми |
| --------------------------------------------------- | --- |
| Хронична мијелоична леукемија (ХМЛ)                 | Има присуство карактеристичне мутације Филаделфијског хромозома (БЦР-АБЛ1). |
| Хронична неутрофилна леукемија (ХНЛ)                | Карактерише је мутација гена ЦСФ3Р и искључење других узрока неутрофилије. |
| Есенцијална тромбоцитемија (ЕТ)                     | Дијагностикује са бројем тромбоцита већим од 450 × 109/Л и повезана је са мутацијом ЈАК2 В617Ф у до 55% случајева и са мутацијом МПЛ (тромбопоетински рецептор) у до 15% случајева. Не би требало да дође до повећања ретикулинских влакана и пацијент не би требало да испуњава критеријуме за друге МПН, посебно Пре-ПМФ. |
| Полицитемија вера (ПВ)                              | Најчешће повезана са мутацијом ЈАК2 В617Ф у више од 95% случајева, док остатак има мутације ЈАК2 егзона 12. Потребан је висок хемоглобин или хематокрит, као и преглед коштане сржи који показује „изражену еритроидну, гранулоцитну и мегакариоцитну пролиферацију са плеоморфним, зрелим мегакариоцитима“.                |
| Префибротична/рана примарна мијелофиброза (Пре-ПМФ) | Типично је повезана са ЈАК2, ЦАЛР или МПЛ мутацијама и показује ретикулинску фиброзу не већу од степена 1. Анемија, спленомегалија, ЛДХ изнад горњих граница и леукоцитоза су мањи критеријуми. |
| Отворено фиброзна мијелофиброза                     | Као и пре-ПМФ, очигледна је примарна мијелофиброза повезана са ЈАК2, ЦАЛР или МПЛ мутацијама. Међутим, биопсија коштане сржи ће показати фиброзу ретикулина и/или колагена са степеном 2 или 3. Анемија, спленомегалија, ЛДХ изнад горњих граница и леукоцитоза су мањи критеријуми.                                        |
| Некласификован МПН (МПН-Н)                          | Пацијенти су са иначе необјашњивом тромбозом и са неоплазмама које се не могу сврстати ни у једну од других категорија. |

## Терапија
Не постоји куративни третман лековима за МПН. Трансплантација хематопоетских матичних ћелија може бити куративни третман за малу групу пацијената, међутим МПН третман је обично фокусиран на контролу симптома и мијелосупресивне лекове који помажу у контроли производње крвних зрнаца.
Циљ лечења ЕТ и ПВ је превенција тромбохеморагијских компликација. Циљ лечења МФ је ублажавање анемије, спленомегалије и других симптома. Ниска доза аспирина је ефикасна у ПВ и ЕТ. Инхибитори тирозин киназе попут иматиниба побољшали су прогнозу пацијената са ЦМЛ до скоро нормалног животног века.
Недавно је ЈАК2 инхибитор, односно руксолитиниб, одобрен за употребу у примарној мијелофибрози. У току су испитивања ових инхибитора за лечење других мијелопролиферативних неоплазми.

## Прогноза
Прогностички скор  за МПН се заснива на старости (> 60) и претходној тромбози, и користи се за одређивање опција лечења које имају за циљ смањење ризика од крварења и тромбозе.